# Broadcasting Center Europe
Das Broadcasting Center Europe ist ein Medien- und Rundfunkunternehmen sowie Senderbetreiber mit Sitz in Luxemburg. Es gehört zur RTL Group und betreut Fernseh- und Radiosender der Mediengruppe in Bezug auf Produktionstechnik und Sendeinfrastruktur.

## Geschichte
Das Broadcasting Center Europe wurde im Januar 2000 gegründet und vereinte Einzeldienstleister der RTL Group.
2016 eröffnete das BCE in Junglinster eine eigene Erdfunkstelle (auch teleport genannt) und verfügt damit nun weltweite Erreichbarkeit und Übertragung.
Anfang 2019 übernahm das BCE mit dem Produktionsunternehmen Freecaster einen westeuropäischen Anbieter von Broadcasting-Lösungen für Online-Livestreaming und Video on Demand.

## Unternehmensbereiche

### Broadcasting

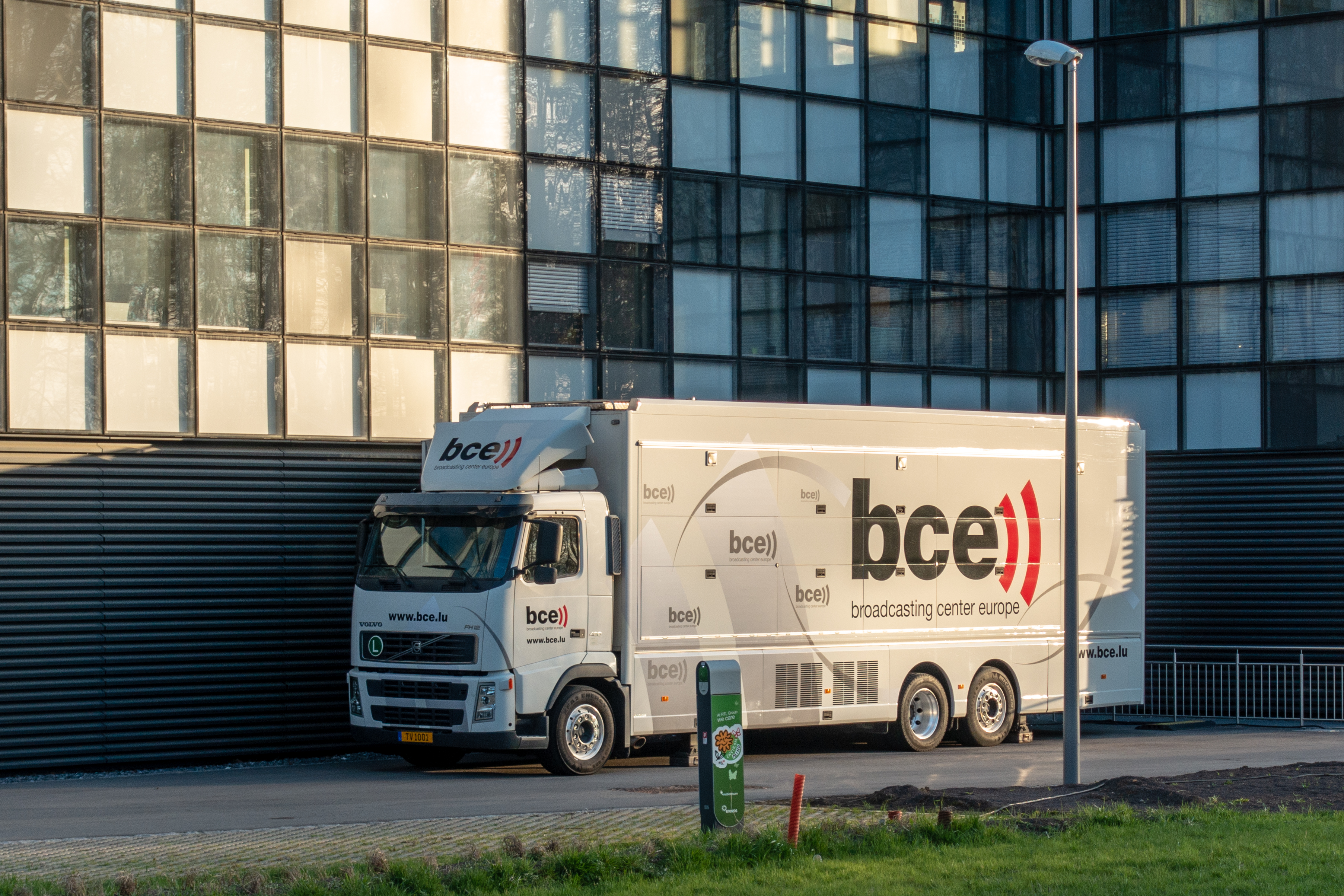
Übertragungswagen des BCE vor dem neuen RTL-Gebäude in Kirchberg (2018)

Das BCE verfügt über eine eigene Infrastruktur für Rundfunkübertragung und Datenaustausch, betreut damit ein Rundfunknetzwerk und hat als einer der drei Hauptdienstleister in Mitteleuropa auch eine dominante Position im europäischen Markt. Das Unternehmen betreibt sechs eigene Sendestationen (davon eine Erdfunkstelle, Teleport genannt) in Luxemburg und erreicht durch die zentrale Lage Luxemburgs mehrere westeuropäische Länder. Das Kerngeschäft des BCE stellen zwar Dienstleistungen in Belgien, den Niederlanden, Frankreich und Luxemburg dar, jedoch verfügt der Dienstleister auch Direktverbindungen ins interkontinentale Ausland.
Darüber hinaus betreibt das BCE ein eigenes Studio, eine Flotte an Übertragungs- und Produktionswagen sowie Infrastruktur und Mitarbeiter im Bereich der Regie und Postproduktion.

### IT & Telekommunikation
Das BCE wirbt als privater, nicht-öffentlicher Internetdienstanbieter (ISP) für seine Kunden mit einer eigenen Netzwerkinfrastruktur und Verbindungen für Streaming, Datenaustausch und Übertragung und betreibt für diesen Zweck ein eigenes Rechenzentrum.

### Datenspeicherung und Digitalisierung
Das Broadcasting Center Europe ist nach eigenen Aussagen einer der größten europäischen Dienstleister für Digitalisierung, Konvertierung und Sicherung von Medienangeboten.

### Softwareangebote
Neben der materiellen Infrastruktur bietet das BCE auch eigene Applikationen für die Programm- und Produktionsplanung sowie Rechteverwaltung.

## Sendeanlagen

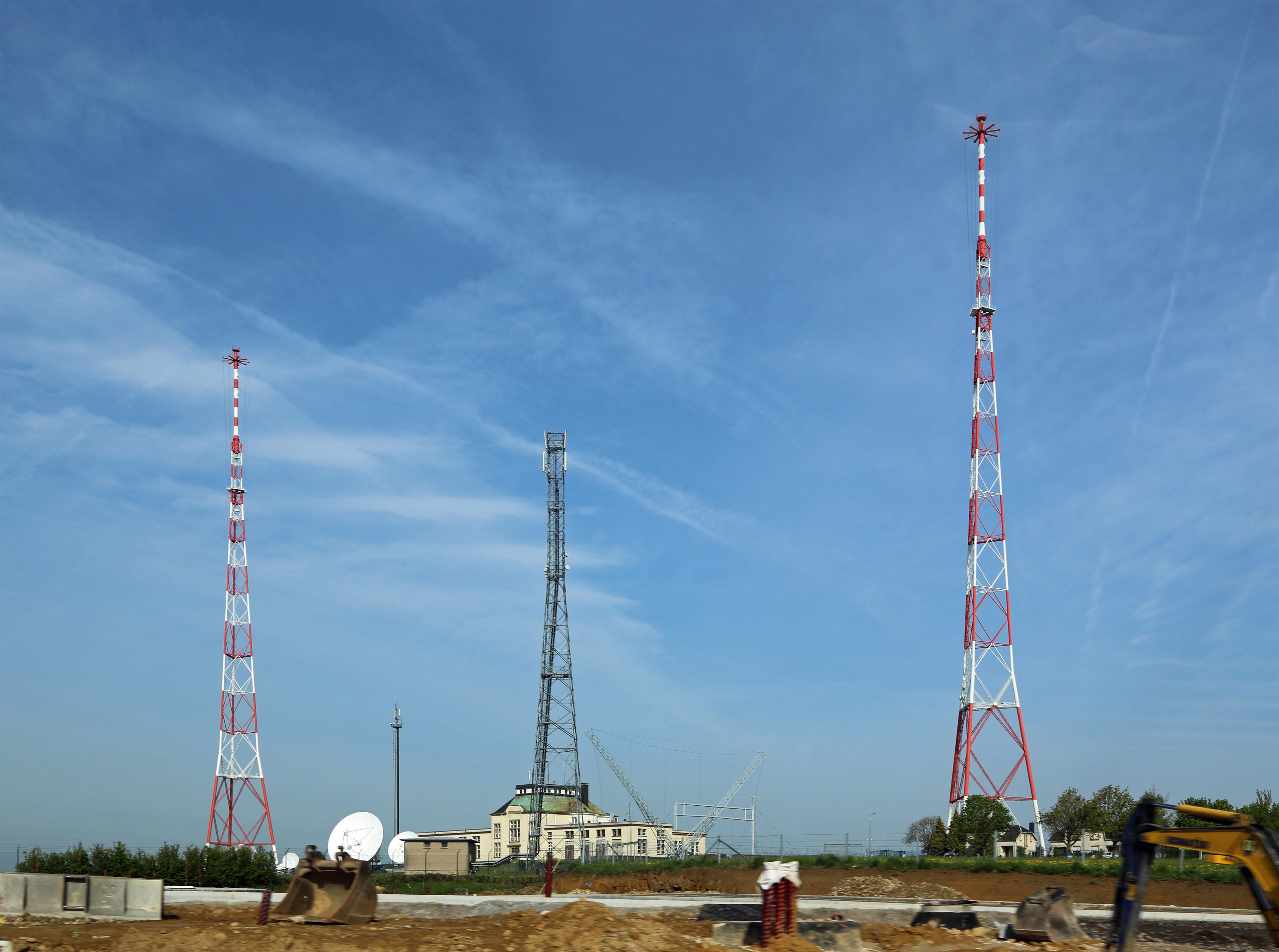
Erdfunkstelle und Langwellensender in Junglinster (2015)

Die Sendeanlagen der RTL Group in Luxemburg werden vom Broadcasting Center Europe betrieben:
- Langwellensender Beidweiler
- Langwellensender Junglinster
- Erdfunkstelle Junglinster
- Langwellensender Felsberg-Berus
- UKW- und Fernsehsender Düdelingen
- UKW- und Fernsehsender Hosingen